# Инквиль
Инквиль (нем. Inkwil) — коммуна в Швейцарии, в кантоне Берн. 
Входит в состав округа Ванген. Население составляет 664 человека (на 31 декабря 2006 года). Официальный код — 0980.